# Thomas Lovell Beddoes
Thomas Lovell Beddoes (20. juli 1803 – 26. januar 1849) var en engelsk digter.
Beddoes levede det meste af sit liv på kontinentet, i begyndelsen som medicinstuderende, senere som digter. Udover sin lyrik publicerede han også et drama, Death's jest book, der tekstmæssigt bærer præg af hans tiltagende sindssygdom.